# Rhudara procas
Rhudara procas är en fjärilsart som beskrevs av Druce 1894. Rhudara procas ingår i släktet Rhudara och familjen tandspinnare. Inga underarter finns listade.